# Veronika Velez Zuzulová
Veronika Velez-Zuzulová (* 15. července 1984 Bratislava) je slovenská sjezdová lyžařka a olympionička, specializující se na slalom a obří slalom, která do sezóny 2017 vyhrála čtyři závody ve Světovém poháru (3× slalom a 1×o tzv. městské závody v lednu 2013 v Mnichově). Do té doby stála na stupněch vítězů ve Světovém poháru pětadvacetkrát.
Dne 28. dubna 2012 se vdala za svého francouzského kondičního trenéra Romaina Veleze. Závodí za klub Ski Zu Bratislava. Trénoval ji její otec Timotej Zuzula a Vladimír Kovár. Po sňatku je jejím trenérem manžel Romain Velez .
V roce 2002 se stala juniorskou mistryní světa ve slalomu. Slovensko reprezentovala na Zimních olympijských hrách 2002 v Salt Lake City, kde skončila třicátá druhá v obřím slalomu. Na turínských ZOH 2006 se umístila patnáctá v kombinaci a dvacátá druhá ve slalomu. Při třetí účasti na olympijských hrách 2010 ve Vancouveru dojela desátá ve slalomu.V sezóně 2010 vyhrála historicky první halové Mistrovství Evropy ve slalomu ve francouzském středisku Amnéville.
Nejlepší umístění na seniorských mistrovstvích světa představuje čtvrté místo ve slalomu, které zajela 14. února 2015 na Světovém šampionátu 2015 ve Vailu a Beaver Creeku. Na bronzovou medailovou pozici, kde skončila Šárka Strachová, jí scházelo pouhých 17 setin sekundy.

## Světový pohár
Nejlepší sezónu zaznamenala dosud v roce 2016, kdy se v konečném pořadí umístila na celkovém 13. místě a ve slalomu pak na 2. příčce. Tehdy útočila na malý glóbus za slalom, když jí dokázala při zranení fenomenální Američanky Shiffrinové zdolat pouze Švédka Hansdotterová. V té sezoně si Veronika vylepšila své bodové maximum, když jich získala 626. Ačkoli v sezóně 2013 byla v celkovém pořadí na tom lépe – 12., v počtu bodů měla do té doby největší bodový zisk v roce 2008 – 511, přičemž dokázala zabodovat i v obřím slalomu.

### Konečné umístění
- 2017: 11. celkově, 2. slalom (565 bodů celkově i v slalomu)
- 2016: 13. celkově, 2. slalom (626 bodů celkově i v slalomu)
- 2015: 24. celkově, 6. slalom
- 2014: pro zranění vynechala sezónu
- 2013: 12. celkově, 3. slalom
- 2012: 17. celkově, 4. slalom
- 2011: 19. celkově, 5. slalom
- 2010: 94. celkově, 36. slalom
- 2009: 60. celkově, 22. slalom
- 2008: 15. celkově, 3. slalom (511 bodů celkově a 501 v slalomu)
- 2007: 19. celkově, 5. slalom
- 2006: 77. celkově, 28. slalom
- 2005: 37. celkově, 9. slalom
- 2004: 42. celkově, 15. slalom
- 2003: pro zranění vynechala sezónu
- 2002: 68. celkově, 23. slalom
- 2001: úvodní sezóna v SP – nebodovala

### Umístění v Top 10
- 1. místo Záhřeb (slalom) sez. 2017, 3. leden 2017
- 1. místo Flachau (slalom) sez. 2016, 15. leden 2016
- 1. místo Flachau (slalom) sez. 2016, 12. leden 2016
- 1. místo Mnichov (paralelní slalom), sez. 2013, 1. leden 2013
- 1. místo Semmering (slalom), sez. 2013, 29. prosinec 2012
- 2. místo Stockholm (paralelní slalom) sez. 2017, 31. leden 2017
- 2. místo Semmering (slalom), sez. 2017, 29. prosinec 2016
- 2. místo Sestriere (slalom) sez.. 2017, 11. prosinec 2016
- 2. místo Killington (slalom) sez.. 2017, 27. listopad 2016
- 2. místo Sankt Moritz (slalom – finále SP), sez. 2016, 19. březen 2016
- 2. místo Aspen (slalom) sez. 2016, 28. listopad 2015
- 2. místo Are (slalom), sez. 2015, 14. březen 2015
- 2. místo Maribor (slalom) sez. 2015, 22. únor 2015
- 2. místo Moskva (paralelní slalom), sez. 2013, 29. leden 2013
- 2. místo Schladming (slalom – finále SP), sez. 2012, 17. březen 2012
- 2. místo Are (slalom), sez. 2012, 10. březen 2012
- 2. místo Zwiesel (slalom) sez. 2011, 4. únor 2011
- 2. místo Bormio (slalom – finále SP) sez. 2008 14. březen 2008
- 2. místo Špindlerův Mlýn (slalom) sez. 2008, 6. leden 2008
- 2. místo Maribor (slalom) sez. 2008, 13. leden 2008
- 3. místo Jasná (slalom) sez. 2016, 6. březen 2016
- 3. místo Santa Caterina (slalom) sez. 2016, 5. leden 2016
- 3. místo Meribel (slalom), sez. 2015, 21. březen 2015
- 3. místo Kranjska Gora (slalom) sez. 2012, 22. leden 2012
- 3. místo Lenzerheide (slalom – finále SP) sez. 2011, 17. březen 2011
- 3. místo Záhřeb (slalom) sez. 2008, 15. únor 2008
- 3. místo Lenzerheide (slalom – finále SP) sez. 2007, 17. březen 2007
- 3. místo Sierra Nevada (slalom) sez. 2007, 25. únor 2007
- 3. místo Kranjska Gora (slalom) sez. 2007, 7. leden 2007
- 3. místo Zwiesel (slalom) sez. 2004, 8. únor 2004
- 4. místo Aspen (slalom – finále SP), sez. 2017, 18. březen 2017
- 4. místo Levi (slalom) sez. 2017, 12. listopad 2016
- 4. místo Maribor (slalom) sez. 2013, 27. leden 2013
- 4. místo Aspen (slalom) sez. 2011, 28. listopad 2010
- 4. místo Ofterschwang (slalom) sez. 2008, 27. leden 2008
- 4. místo Santa Caterina (slalom) sez. 2005, 9. leden 2005
- 5. místo Flachau (slalom) sez. 2017, 10. leden 2017
- 5. místo Stockholm (paralelní slalom) sez. 2016, 23. únor 2016
- 5. místo Flachau (slalom) sez. 2015, 13. leden 2015
- 5. místo Levi (slalom) sez. 2013, 10. listopad 2012
- 5. místo Soldeu-Grandvalira (slalom) sez. 2012, 11. únor 2012
- 5. místo Špindlerův Mlýn (slalom) sez. 2011, 12. březen 2011
- 5. místo Flachau (slalom) sez. 2011, 11. leden 2011
- 5. místo Levi (slalom) sez. 2009, 15. listopad 2008
- 5. místo Reiteralm (slalom) sez. 2008, 10. listopad 2007
- 5. místo Val d´Isere (slalom) sez. 2007, 21. prosinec 2006
- 6. místo Lienz (slalom), sez. 2016, 29. prosinec 2015
- 6. místo Are (slalom), sez. 2016, 13. prosinec 2015
- 6. místo Aspen (slalom) sez. 2012, 27. listopad 2011
- 6. místo Aspen (slalom) sez. 2008, 9. prosinec 2007
- 6. místo Panorama (slalom) sez. 2008, 25. listopad 2007
- 6. místo Zwiesel (slalom) sez. 2007, 11. březen 2007
- 7. místo Ofterschwang (slalom) sez. 2013, 10. březen 2013
- 7. místo Åre (slalom) sez. 2013, 20. prosinec2012
- 7. místo Semmering (slalom) sez. 2007, 29. prosinec 2006
- 8. místo Lienz (slalom) sez. 2012, 29. prosinec 2011
- 8. místo Aspen (slalom) sez. 2005, 28. listopad 2004
- 9. místo Lenzerheide (slalom – finále SP) sez. 2013, 16. březen 2013
- 9. místo Zagreb (slalom) sez. 2011, 4. leden 2011
- 9. místo Semmering (slalom) sez. 2011, 29. prosinec 2010
- 9. místo Semmering (slalom) sez. 2009, 29. prosinec 2008
- 9. místo Zagreb (slalom) sez. 2007, 4. leden 2007
- 9. místo Levi (slalom) sez. 2004, 28. únor 2004
- 10. místo Crans Montana (slalom) sez. 2016, 15. únor 2016
- 10. místo Lienz (slalom) sez. 2008, 29. prosinec 2007
- 10. místo Semmering (slalom) sez. 2005, 29. prosinec 2004
- 10. místo Åre (slalom) sez. 2002, 3. únor 2002

### Evropský pohár
- 1. místo Krompachy-Plejsy, 23. únor 2004
- 1. místo Passo Tonale, 21. prosinec 2003
- 3. místo Krompachy-Plejsy, 22. únor 2004
- 3. místo Lenggries, 6. únor 2004

### Severoamerický pohár
- 2. místo Winter park, 24. listopad 2003